# Eubelum breviantennatum
Eubelum breviantennatum är en kräftdjursart som beskrevs av Schmoelzer 1974. Eubelum breviantennatum ingår i släktet Eubelum och familjen Eubelidae. Inga underarter finns listade i Catalogue of Life.